# The Orchard
The Orchard（ジ・オーチャード）は、アメリカの音楽・エンタテインメント企業で、音楽コンテンツの流通が専門。ソニー・ミュージックエンタテインメント (米国)の子会社で、アメリカ合衆国ニューヨーク市を拠点としている。2019年に映画・テレビ部門が売却され、1091ピクチャーズと改称した。

## 社歴

### 設立
1997年、スコット・コーエンとリチャード・ゴッテラーによって米ニューヨーク市で設立された。

### ディメンショナル・アソシエイツが買収
2003年初頭、The Orchardはディメンショナル・アソシエイツ（Dimensional Associates）に買収された。ディメンショナル・アソシエイツの最高経営責任者であったダニー・ステイン（Danny Stein）が取締役会長（Executive Chairman）に就任し、グレッグ・ショール（Greg Scholl）が経営コンサルティング会社のマッキンゼー・アンド・カンパニーを辞めてThe Orchardの最高経営責任者となり、戦略や業務執行形態の変更、新しい経営陣の構築などを行った。
2009年、The Orchardは、2004年から2009年までの5年間で、北米で最も急速に成長した企業の66位に選ばれた。
2009年、ショールはNBCユニバーサルのローカル統合メディア担当プレジデントに就任し、ブラッド・ナビン（Brad Navin）は最高経営責任者に就任した。
2012年、ソニーは現金と株式による取引で、同社の過半数である51％の株式を取得し、推定総評価額は1億ドルとなった。
2015年、同社の残りの持分をソニー・ミュージックエンタテインメント (米国)が2億ドル超で買収した。

### IODA

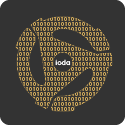
IODAのロゴ

IODA（Independent Online Distribution Alliance）は、ソニーが株式の過半数を所有する世界的な販売、マーケティング、流通企業。インディーズ・アーティスト、レーベル、映画製作者、その他のコンテンツ・プロバイダーに対し、オンライン・コンテンツの著作権主張を含む、デジタルおよびモバイルのアウトレット・サービスを提供していた。2003年に設立されたIODAは、特定のインディーズ・レコード・レーベル、CDの流通業者、映像会社、レコーディング・アーティスト、映画製作者、印刷物の出版社、インディーズのソングライターに対して、利用許諾の交渉、媒体のエンコードとメタデータの管理、印税の支払い管理と報告、マーケティングとプロモーションの支援などの様々な流通、マーケティング、音楽出版、管理サービスを提供していた。IODAは、iTunes、eMusic、Rhapsody、Amazon.comを含む主要なモバイルおよびオンライン・ダウンロード販売業者と関係を結んでいた。
2009年7月1日、ソニー・ミュージックエンタテインメント (米国)とIODAは、全世界のオンライン販売流通網と補完的な技術を活用し、インディーズ・レコード・レーベルや音楽権利者を支援するために全世界の戦略的提携を締結したことを発表した。
2012年3月5日、ソニーがIODAの残りの株式を取得し、The Orchardに吸収合併された。

### YouTube番組
The OrchardのYouTubeマルチ・チャンネル・ネットワークは、世界中に1,000以上のチャンネルを持ち、B.A.C.O.N.（Bulk Automated Claiming on The Orchard Network）という自社開発の技術を使ってYouTube動画をクロールし、請求し、追跡して顧客に収益化している。2014年7月には米国で7位にランクインした。
YouTubeユーザーから、The Orchardがユーザー生成コンテンツで使用された音楽の著作権の所有を主張することについて懸念の声が上がっている。The OrchardがDaily Rindブログに掲載した記事によると、YouTubeのContent IDシステムによって音声が特定の著作権者に一致した場合、その著作権者の音楽を宣伝するために、動画の下に1つ以上のリンクが張られ、動画はそのまま利用できるようになる。記事によると、誤った請求は、The Orchardチームの紛争部門との電子メールでのやり取りで確認後、削除されるとのこと。しかし、彼らは即時に対応しないため、一部のYouTubeユーザー（または著作権者、オリジナル・コンテンツの所有者および制作者）は、The Orchardが争いのない請求からGoogle AdSenseの収入を不正に獲得しようとしていると考えている。
The OrchardはRumblefish Inc.とともに、YouTubeにアップロードされたアメリカ海軍音楽隊によるパブリックドメインの演奏に関して、2019年のコピーフラウド紛争の対象となった。2019年の事例では、2019年の事例では、The Orchardが2010年のブライアント対メディア・ライト・プロダクションズ社の事件（Bryant v. Media Right Productions, Inc.）で、アーティストの許可を得ずに音楽作品とデジタル広告収入をオンラインで販売していた例が指摘された。

### 流通レーベル
The Orchardは、TVTレコード、プレミアム・ラテン・ミュージック（Premium Latin Music、アヴェンチュラの拠点）、ブラインド・ピッグ・レコードのカタログを所有している。

### 映画の流通
2019年、The Orchard Filmは売却され、1091ピクチャーズに改称された。

## バルコニーTV
バルコニーTVは、2006年6月に開設されたオンライン音楽チャンネルで、世界各地のバルコニーで行われるアコースティックな演奏を紹介している。2007年にIrish Digital Media AwardsでBest Music Websiteを受賞し、2008年にはウェビー賞で最高バイラル映像コンテンツ賞（Best Viral Video Content）にノミネートされた。以来、チャンネルは拡大し、25ヶ国以上、50都市以上で12,000以上のショーを開催している。

同チャンネルは、2014年にThe Orchardが買収した。